# Kantatie 57
La Kantatie 57 (in svedese Stamväg 57) è una strada principale finlandese. Ha inizio a Tiiriö (Hämeenlinna) e si dirige verso sud, dove si conclude dopo 31 km nei pressi di Pälkäne.

## Percorso
La Kantatie 57 attraversa i comuni di partenza, di Hattula e di arrivo.